# Kamikazee

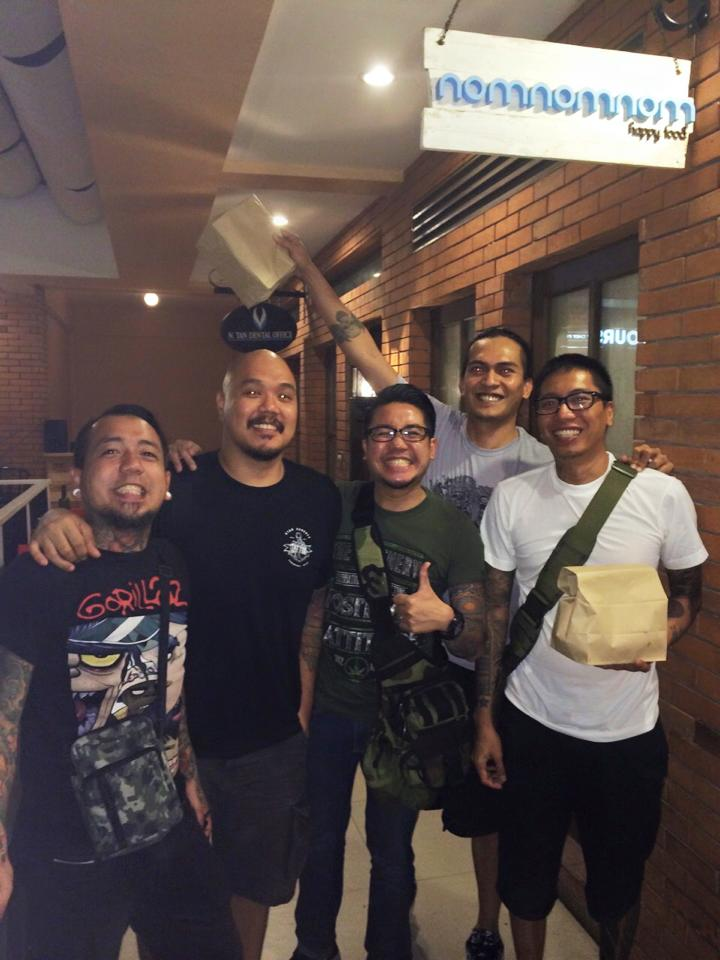
Kamikazee en el 2015

Kamikazee es una banda de rock filipino, integrada por cinco miembros que se reunieron en la universidad y en la Escuela de Bellas Artes de la Universidad de las Filipinas de Diliman. Los primeros conciertos fueron en su mayoría en el campus de eventos como el Diliman HASTA ARRIBA de una Feria anual. Antes de firmar, se fueron con el nombre de "Kamikazee maíz", que fue finalmente reducido a su estado actual como "Kamikazee" que era más fácil para hacer recuerdo a sus seguidores. Las primeras muestras incluyó sus primeras versiones canciones como "Tsinelas", una versión de Ariel Rivera "kahit Minsan Sana", y Britney Spears, con el tema musical Lucky o Suerte. Ellos fueron conocidos como los sugerentes de movimientos, y las referencias en sus actuaciones del Diliman. 

## Miembros
- Jay Contreras - Voz
- Makkun Heero - Guitarras / coros
- Ledd Tuyay - Guitarras
- Jason "Puto" Astete - Bass
- Allan "Bords" Burdos - Batería

## Discografía
- 2002 Kamikazee
- 2006 Maharot

### Singles del álbum "Kamikazee (2002)"
- "tsinelas"
- "Girlfriend"

"Lucky" "Suerte"

### Del álbum "Maharot"
- "Ambisyoso" # 8 Filipinas
- "Narda" # 1 Filipinas (3 semanas)
- "Primer día de alto"
- "Mártir Nyebera" # 1 Filipinas (2 semanas)
- "Chicksilog"
- "Seksi Seksi" # 6 Filipinas
- "Director's Cut" # 7 Filipinas

### Otros Singles del álbum "Kami NAPO Muna (2006)"
- "Doo Bidoo" # 1 Filipinas (3 semanas)
- El álbum de "Sa Parokya Halina (Parokya Ni Edgar álbum)"
- "Ordertaker" - # 5 Filipinas
- El álbum de "República de Corea SOBRE" (Filipinas Ragnarok Online Soundtrack)
- "Chicksilog"
- Theme Song de ABS-CBN 's Komiks (serie de TV)
- "Mundo Komiks ng"